# Véhicule hybride
Pour les articles homonymes, voir Propulsion hybride et Automobile hybride électrique.
 (juin 2012).
Si vous disposez d'ouvrages ou d'articles de référence ou si vous connaissez des sites web de qualité traitant du thème abordé ici, merci de compléter l'article en donnant les références utiles à sa vérifiabilité et en les liant à la section « Notes et références ».
Un véhicule hybride est un véhicule faisant appel à plusieurs sources d'énergie distinctes pour se mouvoir.

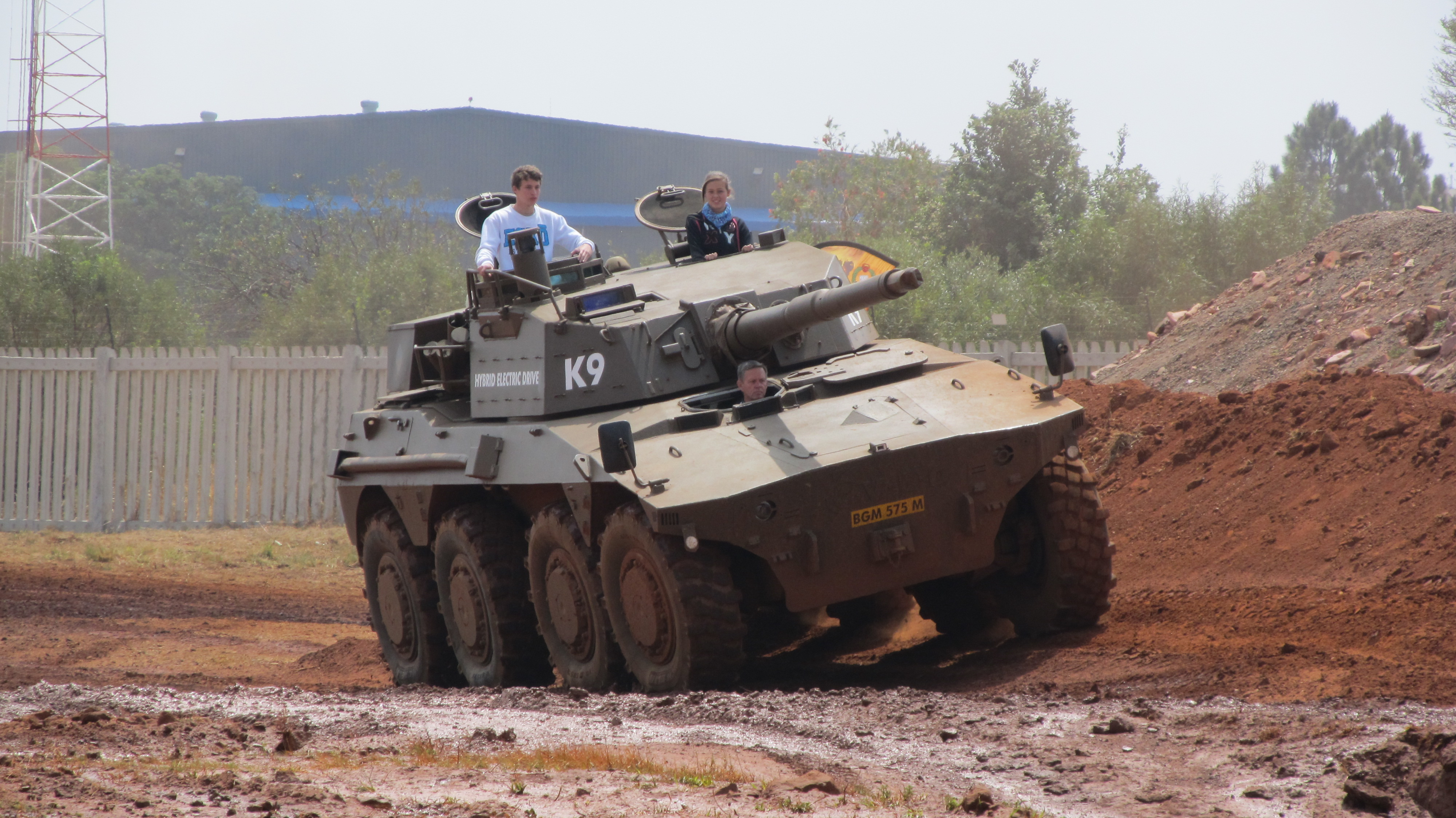
Prototype de véhicule de combat Rooikat sud-africain avec une motorisation hybride électrique qui assure une discrétion acoustique temporaire, en 2014.

## Principe sommaire de fonctionnement
Les véhicules hybrides combinent plusieurs sources d'énergie dont souvent l'une est thermique et l'autre électrique. Le principe global très simplifié de ce type de motorisation consiste à profiter des avantages de chaque type de moteur en minimisant leurs inconvénients.
Quatre architectures d'hybridation sont possibles :
1. En série : le moteur thermique entraîne un alternateur sans fournir directement de couple à l'essieu, l'alternateur fournissant l’électricité à un moteur électrique. Ce montage est typique des locomotives Diesel-électriques. L'alternateur peut aussi recharger en parallèle une batterie tampon de traction, si le véhicule en est équipé ;
2. En parallèle : le moteur thermique et le moteur électrique fournissent leur puissance à l'essieu via une transmission classique, par l'intermédiaire de couplages séparés ;
3. À dérivation de puissance : le moteur thermique fournit de la puissance à l'essieu tout en entraînant une génératrice rechargeant une batterie, qui elle alimente un moteur électrique ;
4. À prolongation d'autonomie : un véhicule électrique classique augmente son autonomie grâce à un moteur thermique entraînant un générateur électrique pour recharger les batteries[1]. Solution utilisée par exemple, dans les sous-marins à propulsion non nucléaire.

Peugeot et quelques autres constructeurs utilisent une solution originale de type parallèle où le train avant est mû par un moteur thermique avec transmission classique alors que le train arrière est animé par des moteurs électriques. Ceci permet différentes configurations dont une « tout électrique » pendant quelques kilomètres et une autre « tout terrain ».
Les petits véhicules hybrides sont caractérisés par une bonne efficacité énergétique et permettent en cycle mixte une consommation aux 100 km inférieure à six litres (pour une puissance électrique embarquée de l'ordre de 60 kW dans un véhicule moyen de type Toyota Prius). En revanche, les gros véhicules hybrides utilisent plutôt l'hybridation pour augmenter le couple et/ou la puissance pendant quelques minutes, par exemple pour le démarrage ou les dépassements de véhicules, la batterie de traction devant alors être rechargée en énergie par un moteur thermique ou grâce au freinage régénératif (comme frein moteur).

## Différents véhicules hybrides

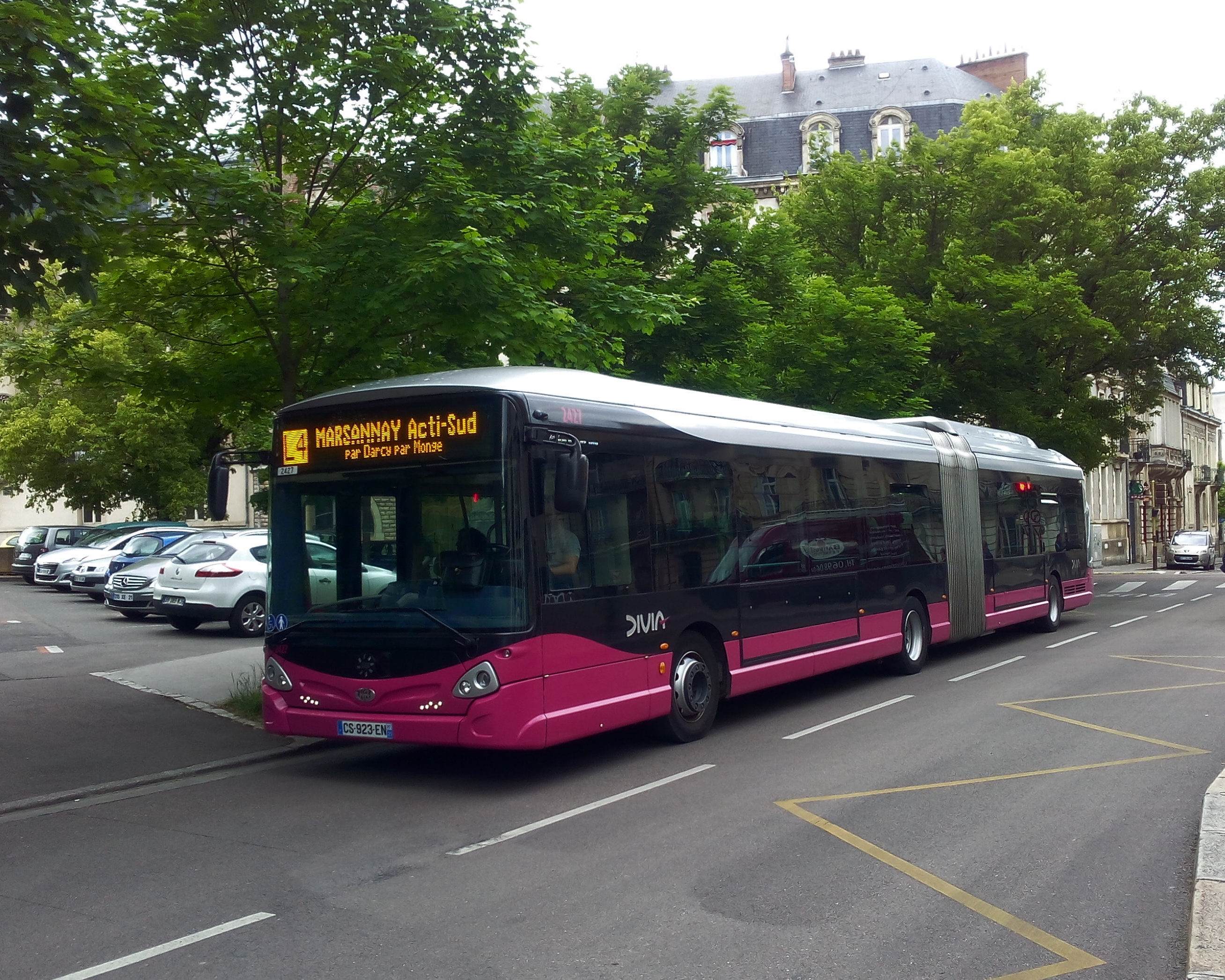
Un autobus Heuliez GX 427 hybride à Dijon.

Les véhicules hybrides se déclinent sur diverses plateformes, dont :
- les locomotives Diesel-électrique ;
- les automobiles hybrides ;
- les sous-marins à propulsion classique (Diesel-électrique, ou vapeur-électrique au début du XXe siècle) ;
- les trolleybus et tramways[3], etc. ;
- les vélos à assistance électrique et à assistance thermique[4] ;
- tous les outils hybrides, dont le chariot élévateur[5].

## Avantages/inconvénients
Du fait que les véhicules hybrides ont la possibilité d'utiliser plusieurs sources d’énergie (par exemple essence et électrique), ils ont la possibilité d’accéder à des endroits, qui autrement leur seraient inaccessibles, pour cause de pollution, de non adaptation du réseau ou de discrétion.
Pour les automobiles hybrides rechargeables, une pondération est effectuée entre les consommations de carburant relevées dans le cas d'une batterie vide et celles observées quand la batterie est pleine, en faisant abstraction de l'apport énergétique sous forme électrique, de sorte que les chiffres indiqués sont complètement faussés[source insuffisante]. L'étude objective des véhicules hybrides s’avère ardue, car plusieurs formes d'énergies sont en jeu.